# Takashi Yamanouchi
Takashi Yamanouchi (山内孝 Yamanouchi Takashi?,  10 de enero de 1945)  es un empresario japonés. Actual Presidente de la empresa de motor Mazda. Fue Director Representativo, y Jefe Agente Ejecutivo de la misma empresa hasta que en el año 2013, fue remplazado por Masamichi Kogai. En el 2012, estuvo dentro de Time 100, una lista anual que difunde la Revista Time de las 100 personas más influyentes en el mundo.

## Biografía y carrera
Nació el 10 de enero de 1945 cerca de Hiroshima en Japón. Cursó la carrera de comercio en la Universidad Keio, titulándose en marzo de 1967. Se unió a Mazda en abril de 1967 (entonces llamada Toyo Kogyo Co., Ltd.)  y se convirtió Director de la compañía en 1996. Takashi Yamanouchi tuvo grandes logros en Hisakazu Imaki como CEO desde el 31 de octubre de 2008 hasta el 2013 cuando empezó a trabajar como Presidente de la junta directiva. El 10 de abril del 2013 recibió el premio Orden del Águila Azteca por parte del Presidente mexicano Enrique Peña Nieto, por su participación y desarrollo en la industria automotriz de México.